# Ipomoea sloteri
Ipomoea sloteri là một loài thực vật có hoa trong họ Bìm bìm. Loài này được (House) Ooststr. mô tả khoa học đầu tiên năm 1953.

## Hình ảnh

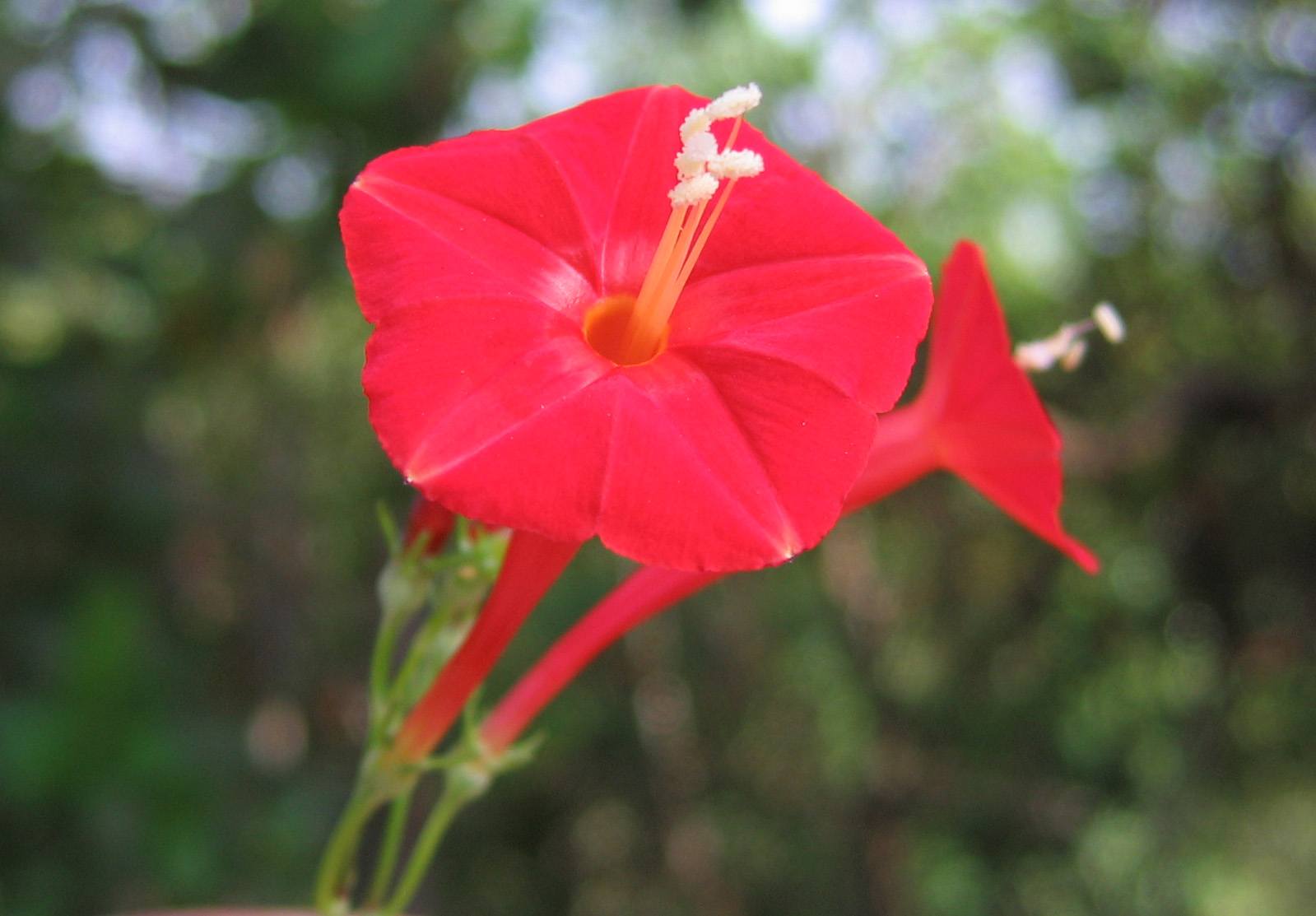
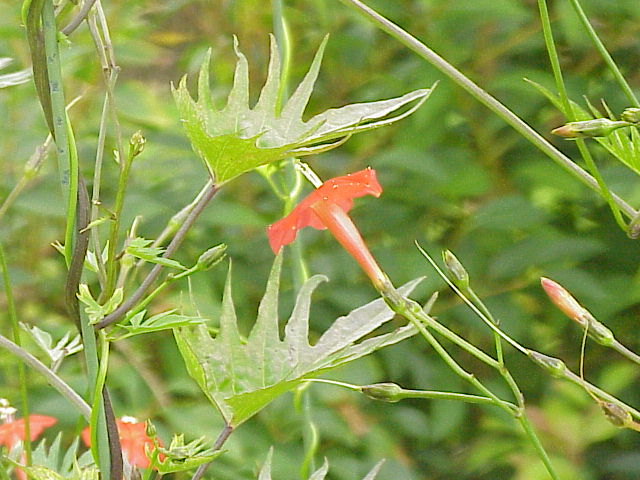
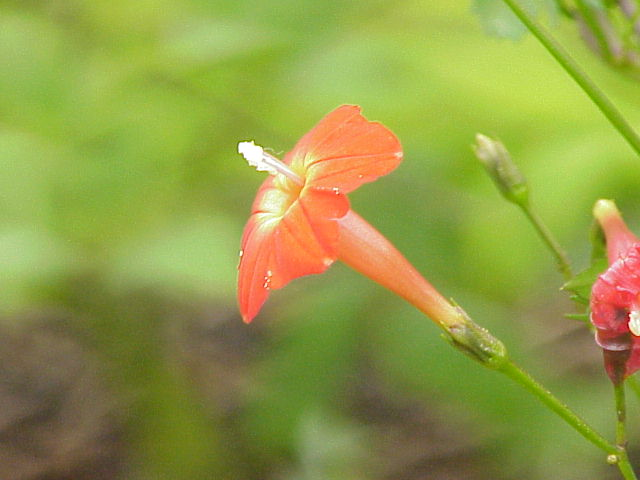
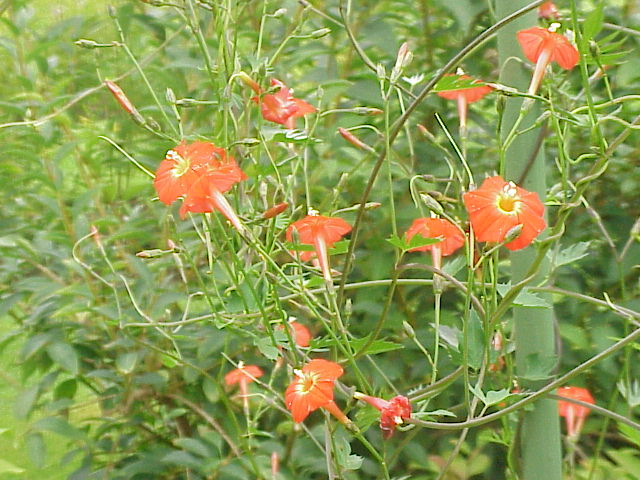